# كانغ اي شيم
كانغ اي شيم (بالكورية: 강애심)‏ هي ممثلة سينمائية وتلفزيونية كورية جنوبية، ولدت في 28 فبراير 1963 في كوريا الجنوبية. وهي معروفة ببطولتها في الدراما التلفزيونية لعبة الحبار 2 بدور جانج جيوم جا.

## روابط خارجية
- جانغ إي-سيم على موقع IMDb (الإنجليزية)
- جانغ إي-سيم على موقع روتن توميتوز (الإنجليزية)
- جانغ إي-سيم على موقع قاعدة بيانات الفيلم (الإنجليزية)

لم يتم العثور على روابط لمواقع التواصل الاجتماعي.